# Vânătoare fatală
Vânătoare fatală (în engleză A Sound of Thunder) este un film SF din 2005, regizat de Peter Hyams. Filmul a fost plănuit inițial să fie lansat în anul 2002. Totuși, inundațiile de la Praga (unde au fost realizate filmările) și alte dificultăți financiare — inclusiv falimentul companiei de producție inițiale în perioada post-producției — au determinat amânarea lansării. Vânătoare fatală este bazat pe povestirea „Detunătura” („A Sound of Thunder”) de Ray Bradbury. Filmul este despre "călătorii în timp" care interferează accidental prea mult cu trecutul, determinând apariția de modificări asupra prezentului.

## Rezumat
În viitorul apropiat, călătoria în timp este posibilă, dar este considerat foarte periculoasă și imprevizibilă. Un om de afaceri bogat pe nume Charles Hatton (Ben Kingsley) a început să ofere un serviciu de turism în timp denumit "Time Safari", situat în Chicago. Pentru un preț extraordinar, Time Safari va duce clienții printr-o gaură de vierme în trecut pentru a vâna dinozauri. Omul de știință (Edward Burns) este conducătorul acestor expediții, împreună cu alți ghizi. Călătorii în timp trebuie să respecte următoarele protocoale:
1. Nu schimba nimic în trecut.
2. Nu lăsa nimic în spate.
3. Nu adu nimic înapoi.

Pentru a putea asigura că perioadele de evoluție a Pământului nu vor fi dereglate, singurele ființe care pot fi ucise sunt cele deja condamnate, cum ar fi dinozaurii pe cale de a muri în urma unei erupții vulcanice. Participanții trebuie să poarte căști de protecție sigilate și să folosească puști cu gloanțe din azot congelat care se topesc, fără a lăsa urme. Gaura de vierme creează o cale transparentă care separă în mod fizic participanții de atingerea solului.
În timpul unei excursii, ghizii însoțesc doi clienți bogați. Unul dintre bărbați, care este extrem de nervos, este surprins de un fluture preistoric, pe care încearcă să-l împuște atunci când vine prea aproape de casca lui. El află că arma nu se va declanșa în mod independent, deoarece toate armele sunt conectate la arma lui Ryer. El trebuie să tragă primul, pentru a dezactiva siguranțele celorlalte puști.
Grupul se adună la o groapă de gudron mare, așteptându-și prada. După cum era programat, ei sunt observați de un Allosaurus, dar siguranța puștii lui Ryer nu se dezactivează, din cauza că lichidul de răcire se scurge accidental pe ea și nimeni nu este capabil să tragă. Intrați în panică, cei doi turiști fug pentru a scăpa. Ryer și ghizii distrag atenția dinozaurului, în timp ce schimbă rapid părțile armei cu scopul de a ucide bestia. Echipa revine înapoi în prezent, după uciderea cu succes a dinozaurului. Nevăzută, o urmă de pași pe gudron indică faptul că cineva a trecut pe acolo.
A doua zi, Ryer observă schimbări climatice semnificative și alte schimbări mai mici în jurul lui. La următoarea expediție, Ryer și o nouă echipă de turiști sosesc să omoare dinozaurul. În ceea ce ei așteaptă să apară creatura, Ryer își verifică ceasul și-și dă seama că este târziu, iar dinozaurul trebuia să fi sosit deja. În schimb, ei găsesc dinozaurul deja mort. În plus, vulcanul, care ar trebui să erupă după ce pleacă exploratorii, a început deja să arunce lavă.
Agenția federală care supervizează călătoriile în timp deschid o anchetă și închid compania Time Safari pentru a revizui protocoalele. Ryer o caută pe Sonia Rand (Catherine McCormack), dezvoltatorul original al tehnologiei călătoriei în timp și a computerului (TAMI), care controlează salturile în timp. Ea crede că Time Safari se joacă cu focul și este furioasă de asocierea ei anterioară cu compania.
Deoarece trecutul a fost schimbat, o serie de valuri temporale ajung în  prezent. Al doilea val produce furnici ucigașe și vegetație care-i alungă pe cei doi din apartamentul lui Rand. Rand explică faptul că schimbările nu vor avea efect dintr-o dată, ci se vor întinde în schimb ca o serie de valuri pe suprafața apei. În plus, ele vor continua pe măsura evoluției: în primul rând mediul de viață non-fizic se va schimba, apoi vegetația se va schimba, apoi fauna sălbatică și în final oamenii.
Sub supravegherea agenției temporale, Time Safari îl trimite pe Ryer înapoi pentru a rezolva problema din trecut, cu ajutorul lui Rand. Când ajunge acolo, el descoperă că se află în sud-vestul american și este pe cale de a fi călcat în picioare de către un trib de apași călare. Ryer se ferește din calea lor, dar vede că un alt val temporal este pe cale să lovească. El iese prin gaura de vierme, dar valul lovește imediat după ce iese, cauzând căderea curentului electric în laboratoarele companiei Time Safari. Atunci când revine electricitatea, se observă că orașul și clădirea sunt acoperite cu vegetație densă.
Unul dintre oamenii de știință, Payne (David Oyelowo), descopera ca echipa originală a revenit cu doar un gram mai grea decât atunci când a plecat. De asemenea, se descoperă că Hatton a mituit un administrator guvernamental pentru a permite închiderea unui costisitor „biofiltru”, care oprea transferul de materie organică. Echipa părăsește clădirea societății și îi găsește pe cei doi clienți luptându-se cu un babuin / dinozaur și cu un liliac / pterodactil, creaturi hibride reevoluate, precum și cu plante carnivore. Ei află că unul dintre turiști a călcat pe un fluture, aducându-l înapoi în prezent, și modificând critic evoluția vieții.
Un alt val temporal lovește chiar înainte ca ei să ajungă la portalul de călătorie în timp. Aflând că el nu mai funcționează, ei decid să încerce să ajungă la o universitate care posedă un accelerator de particule, care poate fi modificat pentru a funcționa ca o mașină a timpului. În cele din urmă, numai Ryer și Rand rămân în viață. Rand reușește să-l trimită pe Ryer cu 65.000.001 ani înapoi în timp pentru a opri valurile temporale și apoi sare un an în timp până în momentul în care exploratorii inițiali au călătorit în trecut. În prezent, lovise valul temporal final și Rand este transformat într-un humanoid asemănător cu somnul.
Ryer îi spune lui Jenny (Jemima Rooper), nepoata sa, despre tot ce se va întâmpla în viitor. El oprește turiștii să părăsească calea și să ucidă fluturele, apoi dispare, încetând să existe. Întors în prezent, Jenny îi dă caseta video lui Ryer pentru ca al doilea Ryer să salveze viitorul. El o vizitează pe Rand pentru a-i arăta filmul, în speranța că împreună vor fi în măsură să scoată compania din afaceri.

## Distribuție
- Edward Burns: Travis Ryer
- Catherine McCormack: Sonia Rand
- Ben Kingsley: Charles Hatton
- Jemima Rooper: Jenny Krase
- David Oyelowo: Payne
- Wilfried Hochholdinger: Dr. Lucas
- August Zirner: Clay Derris
- Corey Johnson: Christian Middleton
- Heike Makatsch: Jarred Price

## Producție
Filmările au avut loc în Cehia, din 2002, în timpul marilor inundații din Praga care au distrus platourile de filmare. Compania care a produs filmul a intrat în faliment și nu a mai putut distribui filmul. Acesta a fost lansat cinematografic în 2005. Pierce Brosnan, care a fost distribuit în rolul principal, s-a retras.

## Primire
Filmul a primit o majoritate covârșitoare de reacții negative din partea criticilor. Plângerile comune la adresa filmului au inclus slabele efecte speciale, interpretările neconvingătoare, erorile științifice și părul lui Ben Kingsley.
Ca rezultat al reacțiilor slabe și a lipsei de promovare, filmul - ale cărui costuri au fost estimate la 80 milioane de dolari - a avut încasări mai mici de 12 milioane de dolari în toată lumea. Vânătoare fatală are în prezent un rating de 6% pe situl Rotten Tomatoes pe baza a 96 de comentarii critice.

## Vezi și
- Efectul fluturelui